# Wasp (personaje de Transformers)
Wasp es un personaje ficticio de la serie animada Transformers Animated, él era un cadete del miembro de los Autobots, quien tiempo después se convierte en un miembro de los Decepticons perteneciente a los Predacons conocido como Waspinator
Wasp era un cadete de la academia Autobot, en el que hubiera sido el comandante material de la Guardia de Elite de Cybertron si no hubiese sido expulsado por motivo de espionaje decepticon que no era verdad, Wasp se llenó de rabia y locura, jurando que hará pagar a Bumblebee por haberle arruinado su vida, su modo alterno es Auto Cybertroniano, luego cuando es fugitivo y llega a la tierra pasa a ser un Auto Compacto de color Verde.

## Historia
El asistió a la academia de los Autobots junto con los cadetes Bulkhead, Ironhide, "Longarm Prime" y Bumblebee el junto con Ironhide fueron los brabucones hacia Bumblebee. Wasp había sido culpado por razones de espionaje, hacia los
Decepticons, además de encontrar un telecomunicador Decepticon. Estando todavía en la academia, Juro vengarse de Bumblebee pero quien en realidad el espía Decepticon era Longam Prime quien en realidad era Shockwave, cientos de ciclos estelares después, escapa para realizar su venganza y de la Guardia de Elite le lleva la pista, hasta que llega a la tierra.
Wasp para pasar inadvertido, intercambia cuerpos con Bumblebee, para que sea a él quien atrape la Guardia de Elite, pero averigua que Longarm es el verdadero espía y no el. Además no contaba que Bulkhead identificaria a Bumblebee, y con una prueba, él sabía que no podría ganarle en un videojuego y amenazó a Bumblebee con desconectarlo, pero al final escapa, en una persecución en el cual involucra a Bumblebee "Wasp" y evitar que hiciera algún daño a los Autobots y la Ciudad luego es perseguido por La Guardia de Elite comandada por Sentinel Prime, junto con Jazz, Bumblebee, Jetfire, su gemelo Jetstorm, Optimus Prime y Bulkhead cuando justo Wasp es acorralado por La Guardia de Elite y Optimus Prime, es atrapado y llevado a la isla de Los Dinobots por Swoop hacia Blackarachnia quien una vez más manipula a los Dinobots ya que ella lo quería para experimentar la mezcla de la mezcla de orgánicos y
no orgánicos para transferir y revertir su modo bestia ya que ella quería volver a ser Elita-1, pero terminó convirtiendo a Wasp en Waspinator, un Predacon con modo alterno de un Monstruo Avispa Tecno-orgánica.
Wasp quien ahora es Waspinator decide acabar con Bumblebee pero este es rescatado por sus compañeros Waspinator no llega a asimilar su forma tecno-orgánica y explota junto con Blackarachnia y son exiliados a una jungla en donde curiosamente los animales que los veen son los Maximales de Beast Wars.